# Mondement-Montgivroux

Mondement-Montgivroux este o comună în departamentul Marne, Franța. În 2009 avea o populație de 46 de locuitori.